# 章党河
章党河，位于中华人民共和国辽宁省东部的一条河流，是浑河右岸支流，源流称鲢鱼沟河，发源于铁岭县横道河子镇鲢鱼沟王疙瘩岭，向北流至东三岔子村转东流，过四冲村后进入抚顺市东洲区境内，向东南流至哈达镇下年马洲村转南流，过哈达镇政府驻地下哈达村后折向西南，经章党镇上章党朝鲜族村，于章党街道汇入浑河。河流全长36.6千米，流域面积326平方千米，河道平均比降4.45‰，年均径流量0.79亿立方米。